# Cornopteris sulcinerva
Cornopteris sulcinerva là một loài thực vật có mạch trong họ Woodsiaceae. Loài này được (Hieron.) Tardieu miêu tả khoa học đầu tiên năm 1956.